# The Wanted
The Wanted je britsko-irská chlapecká kapela založená v roce 2009, jež své první album vydala v červenci 2010. Skupinu tvoří pět členů: Tom Parker, Max George, Siva Kaneswaran, Jay McGuiness a Nathan Sykes. V současné době má uzavřenu smlouvu s vydavatelstvím Island Records a ve Spojených státech s Mercury Records.
Jejich první album pojmenované The Wanted, které bylo vydáno 25. října 2010, se ve Spojeném království umístilo na čtvrtém místě. Z tohoto alba pochází tři singly, jež se ve Spojeném království umístily mezi Top 20, úvodní skladba "All Time Low", která se dostala na první místo, "Heart Vacancy" na druhém místě a "Lose My Mind" na devatenáctém místě britského žebříčku.
Druhé album pojmenované Battleground bylo vydáno 4. listopadu 2011 a umístilo se na čtvrtém místě ve Spojeném království a na pátém místě v Irsku. První singl "Gold Forever" byl vydán již 13. března, a to na podporu chritativní organizace Comic Relief a umístil se na třetím místě britské hitparády. Jejich druhá skladba "Glad You Came", která se vyšplhala až na první místo britské hitparády, se na vrcholu udržela ve Velké Británii dva týdny a v Irsku pět týdnů. Třetí singl "Lightning" a čtvrtý "Warzone" se dostaly na druhé resp. dvacáté první místo.
Na počátku roku 2012 zažila skupina úspěch ve Spojených státech a Kanadě s hitem "Glad You Came", jehož se zde prodaly tři miliony kopií, a dostal se na třetí místo žebříčku Billboard Hot 100, zatímco jejich druhý singl "Chasing The Sun" se stal druhým v Billboard chart, a dostal se na vrchol v žebříčku Hot Dance Club Songs.
Dne 8. září 2021 kapela oznámila svůj návrat.

## Členové
| Současní členové - Max George (2009–2014; 2021–současnost) - Siva Kaneswaran (2009–2014; 2021–současnost) - Jay McGuiness (2009–2014; 2021–současnost) - Nathan Sykes (2009–2014; 2021–současnost) | Dřívější členové - Tom Parker (2009–2014, 2021–2022; zemřel v roce 2022) |

## Diskografie
- The Wanted (2010)
- Battleground (2011)
- Word of Mouth (2013)